# Rodičovské pouto
Rodičovské pouto (v anglickém originále The Parent Rap) je 2. díl 13. řady (celkem 271.) amerického animovaného seriálu Simpsonovi. Scénář napsali George Meyer a Mike Scully a díl režíroval Mark Kirkland. V USA měl premiéru dne 11. listopadu 2001 na stanici Fox Broadcasting Company a v Česku byl poprvé vysílán 22. července 2003 na stanici ČT1.

## Děj
Poté, co Bartovi a Milhousovi ujede autobus, jsou nuceni jít do školy pěšky, ale dostanou se do problémů a jsou zatčeni za krádež služebního auta náčelníka Wigguma. Milhouse se trestu vyhne, ale když Bart přijde na lavici obžalovaných, soudkyně Konstance Krutá převezme soudcovství za soudce Snydera, učiní Homera zodpovědným za Bartovy činy a odsoudí ho s Bartem k tomu, že budou muset být společně připoutáni. Zpočátku to Barta a Homera sblíží, přestože Homer narušuje Bartovo vzdělávání a později se při baseballovém zápase pořeže o sklo. Brzy se však věci zvrtnou, například když Barta nechá Homer venku na mrazu, zatímco popíjí U Vočka, a znovu, když se Marge a Homer pokusí o sex, zatímco Bart dělá domácí úkoly, což vede k tomu, že se otec a syn mezi sebou pohádají. Marge už má dost trestů, a tak lano s pouty přeřízne. Soudkyně tentokrát potrestá Marge a Homera – zavře jim hlavy a ruce do dřevěných desek. 
Když už nemohou trest déle snášet, osvobodí se s pomocí Neda Flanderse a rozhodnou se soudkyni pomstít tím, že zdemolují její hausbót. Plán se jim však zvrtne, když loď omylem potopí a jsou znovu předvedeni před soud. Když Bart prosí, aby převzal plnou odpovědnost za činy svých rodičů, Krutá souhlasí a málem Barta odsoudí na pět let v diagnostickém ústavu, když v tom se Snyder vrátí z rybářského výletu a případ zamítne. Při následné cestě domů donutí Marge celou rodinu slíbit, že celý rok neporuší zákon, což Homer okamžitě poruší, když přejede na přechodu pro chodce Hanse Krtkovice.

## Produkce a kulturní odkazy
Epizodu napsali společně George Meyer a Mike Scully a režie se ujal Mark Kirkland. Poprvé byla odvysílána 11. listopadu 2001 na stanici Fox ve Spojených státech. Název dílu je odkazem na film Past na rodiče. Přestože Speciální čarodějnický díl – první epizoda 13. sezóny – byl odvysílán týden předtím, Rodičovské pouto bylo považováno za oficiální premiéru řady. Jde o poslední epizodu napsanou v této výrobní řadě. „Pokud si vzpomínám, blížili jsme se ke konci sezóny a museli jsme narychlo napsat další epizodu,“ řekl Meyer v audiokomentáři k dílu na DVD. Soudkyně Konstance Krutá je parodií na Soudkyni Judy. 
Scenáristé přispěli hrubým nastíněním děje epizody a Meyer a Scully šli do jedné ze scenáristických místností a „v podstatě se tam na pět dní zavřeli“, aby díl napsali. Meyer i Scully si proces psaní epizody velmi užívali. „Opravdu to šlo snadno dohromady,“ prohlásil Meyer, „protože jsme se znali tak dlouho a vyhovoval nám styl toho druhého.“ Ian Maxtone-Graham, jeden ze scenáristů Simpsonových, poznamenal, že návrh, který Meyer a Scully napsali, byl „strašně dobrý“.
Epizoda vycházela z „několika incidentů“, o kterých scenáristé slyšeli, kdy byly problémové děti prostřednictvím alternativních trestů připoutány ke svým rodičům. Scéna, ve které Homer a Marge dostanou od obyvatel Springfieldu výprask jako součást trestu, byla také založena na alternativním trestu, kdy odsouzení museli nosit určitá trička nebo cedule, které naznačovaly, že například nezaplatili daně. Scéna, v níž Bart omylem ujede s policejním autem náčelníka Wigguma, byla založena na jednom ze Scullyho kamarádů ze střední školy, který ukradl policejní auto zaparkované u Dunkin' Donuts, zatímco policie byla v obchodě.
V dílu se poprvé objevila soudkyně Konstance Krutá, kterou ztvárnila americká herečka Jane Kaczmareková. Jméno postavy vymyslel Meyer, který si vždy myslel, že Constance je děsivé jméno.
V epizodě je několik odkazů na hit skupiny Blue Öyster Cult „(Don't Fear) The Reaper“, který také hraje během závěrečných titulků dílu a inspiroval název pozdějšího dílu. Meyer se následně setkal s kapelou, která řekla, že je „nadšená“, že se na ni odkazuje v epizodě Simpsonových.

## Vydání
V původním americkém vysílání 11. listopadu 2001 vidělo díl podle agentury Nielsen Media Research přibližně 14,4 milionu diváků. Mezi dospělými ve věku 18–49 let epizoda získala rating 6,9/16 share, což z ní učinilo druhý nejsledovanější televizní pořad večera ve své demografické skupině. Díl byl zařazena mezi 15 nejsledovanějších pořadů ve své demografické skupině v daném týdnu.
Po odvysílání epizody, stejně jako po vydání 13. řady Simpsonových na DVD, získal díl od kritiků obecně smíšené hodnocení. 
Eric Mink napsal pro Daily News: „Aby bylo jasno, díl má své momenty, ale není tu moc zipu a díl má ze všeho nejvíc hřejivý konec…“. 
Nate Boss z Project-Blu označil epizodu za „výplň“ a pochválil její koncept, ale kritizoval způsob provedení.
Colin Jacobsson z DVD Movie Guide díl také hodnotil smíšeně a napsal, že „začíná chytrým – i když absurdním – konceptem“, ale „ze svého námětu vytříská jen málo dobré komedie“, a na závěr jej označil za „zklamání“.
Jennifer Malkowski, která recenzovala sezónu pro DVD Verdict, se k epizodě stavěla pozitivněji a udělila jí hodnocení B+. Zařadila ji mezi díly řady, kde „vidíme bláznivé scénáře, které donutí Homera sblížit se s rodinou, a to s docela srdceryvným účinkem“.
Příznivě se vyjádřil i Ron Martin ze serveru 411Mania, který epizodu označil za „slušnou“.